# Jens Loors
Jens Loors (* 31. Juli 1967 in Wilhelmshaven) ist ein deutscher Polizeibeamter und ehemaliger Fernsehkommissar.

## Leben
Loors trat 1984 beim Bundesgrenzschutz in den Polizeidienst ein und arbeitete dort bei Aufklärungszügen und Demonstrationen, danach bei der motorisierten Fahndungsgruppe des Grenzschutzamtes Kleve, 1992 wurde er dann in die neuen Bundesländer versetzt, zum Aufbau des Sachgebietes „Verbrechensbekämpfung Grenzschutzamt Pirna“. 1995 folgte die Versetzung zur Polizei NRW, bis er 1997 zur Kreispolizei im Einsatztrupp dazu kam. Hauptsächlich wurde er durch die Pseudo-Doku K11 – Kommissare im Einsatz bekannt, bei der er von 2003 bis 2004 mit seiner Kollegin Nicole Drawer ein Team bildete. Nach 180 Folgen verließen Loors und Drawer die Serie, Loors kehrte wieder in den echten Polizeidienst zurück.
Jens Loors ist verheiratet und wohnt mit seiner Familie in Goch.